# 18e bataillon de tirailleurs sénégalais
Pour les articles homonymes, voir 18e bataillon.
Le 18e bataillon de tirailleurs sénégalais (18e BTS) est un bataillon des troupes coloniales française, ayant participé à la campagne du Maroc pendant la Première Guerre mondiale.

## Création et différentes dénominations
- 19 janvier 1914 : formation du 18e bataillon de tirailleurs sénégalais à partir du régiment de marche de tirailleurs sénégalais